# José Miguel Farías
José Miguel Farías Díaz (Antofagasta, Chile, 6 de septiembre de 1990) es un futbolista chileno que juega como volante defensivo.

## Clubes
| Club             | País  | Año       |
| ---------------- | ----- | --------- |
| Unión San Felipe | Chile | 2010      |
| Deportes Linares | Chile | 2011-2012 |
| Naval            | Chile | 2013      |
| Iberia           | Chile | 2013-2014 |
| Trasandino       | Chile | 2014-2015 |
| Lota Schwager    | Chile | 2015-2017 |
| Santiago Morning | Chile | 2017      |

## Palmarés

### Campeonatos nacionales
| Título           | Club   | País  | Año     |
| ---------------- | ------ | ----- | ------- |
| Segunda División | Iberia | Chile | 2013-14 |